# Cajono
El cajono, villalteco o xhon és una variant de zapoteca que parlen els zapoteques de la Sierra Norte d'Oaxaca, poble precolombí que vivia en el que avui és Mèxic. El cajono és una llengua zapoteca molt similar a altres de la família zapotecana, encara que no es troben oposat moltes proves escrites en aquesta llengua.
La llengua dels cajonos és un idioma que té una diferenciació de més tres-cents anys d'antigüitat diferenciant-se fins a en un 50% d'altres llengües derivades del zapoteca parlat a les Valls centrals anterior a la conquesta espanyola.